# Ancestry.com
Ancestry.com Inc. (ранее — The Generations Network) — частная интернет-компания, базирующаяся в Прово, штат Юта, США.
Крупнейшая некоммерческая генеалогическая компания в мире, она действует как сеть генеалогических и исторических записей веб-сайтов сосредоточенных на США и девяти зарубежных странах, разрабатывает и продает генеалогическое программное обеспечение, а также предлагает широкий спектр услуг, связанных с генеалогией. По состоянию на сентябрь 2012 года, компания предоставляет доступ к примерно 11 миллиардам записей, 40 миллионам семейных деревьев, и 2 миллионам платных подписчиков.
В дополнение к своему основному сайту — Ancestry.com, также работают родственные Archives.com, Fold3.com, ProGenealogists, Newspapers.com, Genealogy.com, MyFamily.com, и Rootsweb.com.